# Lequire (Oklahoma)
Lequire es un lugar designado por el censo ubicado en el condado de Haskell en el estado estadounidense de Oklahoma. En el Censo de 2020 tenía una población de 127 habitantes y una densidad poblacional de 15,54 habitantes por km². Fue incluido como CDP en el censo de 2020.

## Geografía
Lequire se encuentra ubicado en las coordenadas 35°6′35″N 95°6′24″O / 35.10972, -95.10667. Según la Oficina del Censo de los Estados Unidos,  tiene una superficie total de 8,17 km², de la cual 8,15 km² corresponden a tierra firme y 0,02 km² a agua.